# Persea sericea
Persea sericea är en lagerväxtart som beskrevs av Eduard Friedrich Poeppig och Carl Daniel Friedrich Meisner. Persea sericea ingår i släktet avokador, och familjen lagerväxter. Inga underarter finns listade i Catalogue of Life.